# Трощиев, Виталий Ефимович
Виталий Ефимович Трощиев (24 сентября 1931 — 8 июня 2019) — советский и российский учёный в области вычислительной математики, доктор физико-математических наук, профессор, лауреат Ленинской премии и Государственной премии СССР.

## Биография
Родился 24 сентября 1931 года. После окончания (1954) математико-механического факультета Ленинградского государственного университета направлен на работу в математическое отделение ВНИИЭФ. Там работал до 1985 г., последняя должность — руководителя отдела. Занимался созданием алгоритмов и программ, одномерными задачами расчета нестационарного переноса нейтронов и фотонов в многогрупповом кинетическом приближении. В 1970-е годы главной темой научных исследований было создание методов и программ на БЭСМ-6 для двухмерного ядерного взрыва.
С 1985 по 2012 г. руководитель математического отдела в Троицком филиале ИАЭ им. И. В. Курчатова (ныне ГНЦ РФ ТРИНИТИ (Троицкий институт инновационных и термоядерных исследований), основная тема исследований — математическое моделирование процессов генерации излучения в лазерных системах, диагностики плазмы, задачи механики сплошной среды и другие.
Должность в 2018 г. — главный научный сотрудник отдела кинетики и оптики неравновесной плазмы (ОКОНП) ТРИНИТИ.

## Награды и звания
- Профессор МИФИ.
- Доктор физико-математических наук (1980).
- Ленинская премия (1962) за создание методики решения одномерных задач газодинамики с теплопроводностью И-335.
- Государственная премия СССР (1991).
- Кандидат в мастера спорта по шахматам.

## Семья
- Дочь — Мария Витальевна Трощиева.
- Сын — Юрий Витальевич Трощиев, кандидат физико-математических наук.